# ザビーネ・ティースラー
ザビーネ・ティースラー（Sabine Thiesler、1957年 - ）は、ドイツの推理作家、女優、声優。ベルリン生まれ。イタリアのトスカーナ在住。

## 略歴
アビトゥーアを取得後、自由ベルリン大学でドイツ文学と演劇を学んだのち、フリッツ・キルヒホフ演劇学校に学ぶ。その後、舞台およびテレビで女優として活躍する。ベルリンの劇団ヤマアラシ（Die Stachelschweine）のメンバーにもなった。また、劇作家、脚本家としても成功した。
2006年、ドイツとイタリアのトスカーナを舞台にしたサイコサスペンス小説『チャイルド・コレクター』で小説家デビューした。以降もミステリ小説の発表を続けている。2012年までに出版された5編のミステリ小説はすべてオーディオブック版が出ており、どれも本人が朗読している。クラウス・ランプと結婚し、北ドイツに在住。息子がひとりいる。

## 主な作品
ミステリ小説
- Der Kindersammler (2006)
  - チャイルド・コレクター（上下巻）（訳：小津薫、2008年1月、早川書房 ハヤカワ文庫NV、ISBN 978-4-15-041161-9、ISBN 978-4-15-041162-6）
- Hexenkind (2007)
- Die Totengräberin (2009)
- Der Menschenräuber (2010)
- Nachtprinzessin (2011)

その他の小説
- Bernie allein unterwegs (2011)